# Genesis I
Genesis I é um habitat espacial experimental projetado e construído pela empresa estadunidense privada Bigelow Aerospace que foi lançado em 12 de julho de 2006. Foi o primeiro módulo a ser colocado em órbita pela empresa e está testando vários sistemas, materiais e técnicas relacionadas ao estudo da viabilidade de estruturas espaciais infláveis de longo prazo. Tais estruturas, incluindo este módulo e outros construídos pela Bigelow Aerospace, baseiam-se no projeto TransHab da NASA, que proporciona um grande volume interno com um diâmetro de lançamento reduzido e uma massa potencialmente reduzida em comparação com as estruturas rígidas tradicionais.
A nave espacial permanece em órbita, o que permite aos pesquisadores continuar testando a viabilidade a longo prazo de estruturas espaciais expansíveis.
A sua vida orbital foi inicialmente estimada em 12 anos, com uma órbita gradualmente decadente, resultando em uma reentrada na atmosfera terrestre e espera-se que o mesmo seja incinerado durante este processo. Suas operações duraram aproximadamente 2,5 anos, significativamente maior do que as expectativas que era de uma missão com duração de apenas seis meses. Até o ano de 2016, o veículo permanecia em órbita.

## Ligações externa
- wissenschaft.de
- Raumfahrer.net
- Raumfahrer.net: Novidades de Genesis-1
- Gunter's space page: Genesis 1, 2 (inglês)
- NewScientist: Inflatable spacecraft blows itself up (inglês)
- A posição de Genesis-1